# Авейро, Хосе Рауль
Хосе Рауль Авейро (исп. José Raúl Aveiro Lamas; 18 июля 1936, Асунсьон — 19 октября 2024) — парагвайский футболист, играл на позиции нападающего. Бронзовый призёр чемпионата Южной Америки 1959 года. Обладатель Кубка ярмарок сезона 1961/1962 в составе «Валенсии».
Выступал, в частности, за клуб «Валенсия», а также национальную сборную Парагвая.

## Клубная карьера
Во взрослом футболе дебютировал в 1958 году выступлениями за команду клуба «Спортиво Лукеньо», в которой провёл один год.
Своей игрой привлек внимание представителей тренерского штаба клуба «Валенсия», к составу которого присоединился в 1959 году. Отыграл за валенсийский клуб следующие два сезона своей игровой карьеры. В составе «Валенсии» был одним из главных бомбардиров команды, имея среднюю результативность на уровне 0,47 гола за игру первенства. С 1961 года, следующие два сезона карьеры, провёл в составе резервной команды валенсийцев «Валенсия Месталья».
Далее продолжил профессиональную игровую карьеру в клубе «Эльче», за команду которого выступал в течение 1963—1964 годов. Позже играл за испанские клубы «Онтеньенте» и «Констанция», завершил карьеру игрока в 1966 году.

## Выступления за сборную
В 1957 году дебютировал в составе национальной сборной Парагвая. В течение карьеры в национальной команде, которая длилась три года, провёл в форме главной команды страны 12 матчей, забив 7 мячей.
В составе сборной был участником чемпионата мира 1958 года в Швеции, где Парагвай, несмотря на неплохую игру, выбыл из розыгрыша турнира уже на групповом этапе. Авейро на этом турнире не сыграл ни одного матча. В следующем году Хосе принял участие в чемпионате Южной Америки в Аргентине, где Парагвай занял третье место. Авейро сыграл во всех шести матчах — с Чили (забил два мяча), Боливией (забил один мяч), Уругваем (забил один мяч), Аргентиной, Бразилией и Перу (забил два мяча). С шестью забитыми мячами стал одним из лучших бомбардиров турнира, по этому показателю его опередил лишь легендарный Пеле.

### Смерть
Умер 19 октября 2024 года в возрасте 88 лет.